# Krwiożerczy karnawał
Krwiożerczy karnawał (ang. The Carnivorous Carnival) – dziewiąty tom serii książek pt. Seria niefortunnych zdarzeń, napisanej przez Daniela Handlera pod pseudonimem Lemony Snicket. 

## Fabuła
Po wydarzeniach w Szkodliwym szpitalu, Wioletka, Klaus i Słoneczko Baudelaire, ukryci w bagażniku samochodu hrabiego Olafa, docierają na Karnawał Kaligariego. Olaf i jego trupa poszukują Madame Lulu – tajemniczej wróżki, a zarazem właścicielki Karnawału.

## Tłumaczenia
- Angielski: "The Carnivorous Carnival" (Mięsożerny karnawał), HarperColins, 2002, ISBN 0-06-441012-9
- Fiński: "Tihutöiden tivoli" (Karnawał figli), WSOY, 2005, ISBN 951-0-30214-7
- Włoski: "Il carosello carnivoro", Salani, 2005, ISBN 978-88-8451-516-2
- Grecki: "Το Σαρκοβόρο Τσίρκο"
- Norweski: Tragedie på tivoli (Tragedia na karnawale), Tor Edvin Dahl, Cappelen Damm, 2004, ISBN 978-82-02-22837-8
- Francuski: La Fête Féroce (Okrutny festiwal)
- Turecki:  "Karnaval Ucubeleri" (Karnawał dziwolągów)
- Niemiecki: "Der grausige Jahrmarkt" (Koszmarny jarmark/karnawał)